# Шанън (окръг, Мисури)
Вижте пояснителната страница за други значения на Шанън.
Окръг Шанън (на английски: Shannon County) е окръг в щата Мисури, Съединени американски щати. Площта му е 2600 km², а населението - 8423 души. Административен център е град Емънънс.